# 기시역 (와카야마현)

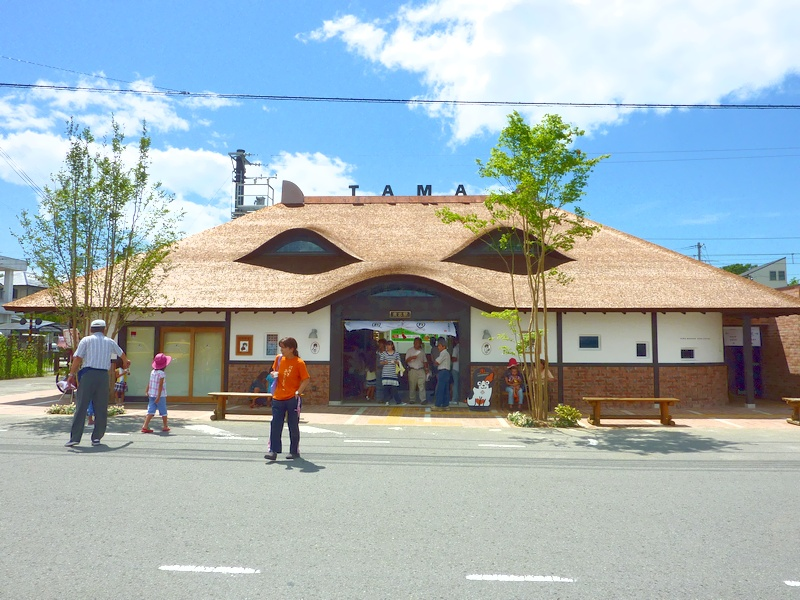
2010년 8월의 기시역 모습

기시역(貴志駅)은 일본 와카야마현 기노카와시에 위치한 여객 철도역으로, 사철 회사인 와카야마 전철이 운영한다.

## 노선
기시역은 기시가와선의 종착역으로, 와카야마역의 반대 종착역에서 14.3km 떨어져 있다.

## 역 배치
이 역은 단일 양방향 선로를 제공하는 한 개의 막다른 단식 승강장으로 구성되어 있다.